# Françoise Assogba
Pour les articles homonymes, voir Assogba.
Françoise Assogba est une ministre et femme politique béninoise.

## Biographie
Françoise Assogba fait son entrée au gouvernement de Boni Yayi à la suite du remaniement ministériel du 11 août 2013. Dans ce gouvernement, elle prend la tête du ministère chargé de la microfinance, de l’emploi des jeunes et des femmes,,. Elle reste à ce poste jusqu'au lundi 25 août 2014, jour de la prise de ses nouvelles fonctions en tant que ministre de l’industrie, du commerce, des petites et moyennes entreprises,,,.